# 特別支援学級
特別支援学級（とくべつしえんがっきゅう）は、小学校（軽度·中度別のみ）、中学校、義務教育学校、高等学校および中等教育学校に、教育上特別な支援を必要とする児童および生徒のために置くことができる学級である。略して、「特学」（とくがく）や「特支」（とくし）と称する。かつては特殊学級や障害児学級などと呼ばれていたが、2006年に名称が変更された。特殊学級も「特学」と略していた。学校教育法（昭和22年法律第26号）の第81条に規定があり、これに基づいた学級のため、81条学級ということもある。

## 概要
学校教育法（昭和22年法律第26号　平成28年5月20日改正）の第81条第2項本文には、「小学校、中学校、義務教育学校、高等学校及び中等教育学校には、次の各号のいずれかに該当する児童及び生徒のために、特別支援学級を置くことができる。」と定められ、各号には次の者が掲げられている。
1. 知的障害者
2. 肢体不自由者
3. 身体虚弱者
4. 弱視者
5. 難聴者
6. その他障害のある者で、特別支援学級において教育を行うことが適当なもの

特別支援学級は、学校によって、養護学級、育成学級、心障学級、障害児学級、実務学級、学習室、総合学級、個別支援学級、なかよし学級、あすなろ学級、ひまわり学級、あおぞら(青空)・おおぞら(大空)学級、あおば学級、つむぎ学級、よつば学級、めぶき学級、ふたば学級、ふれあい学級、さつき学級など、さまざまな呼び方がある。
東京都などでは健康障害の生徒のために健康学園という学校を設置しており、これも制度上特別支援学級に分類される。
文言のとおり、制度上は高等学校や中等教育学校にも特別支援学級を置くことができるが、結局は以下の問題もあり、実際に設置されている例は見受けられない。
- 後期中等教育（高等学校、中等教育学校の後期課程）自体が義務教育ではないこと。ちなみに「高等学校学習指導要領」では、特別支援学級については触れられていない。
- 偏差値の概念が存在し、入学試験などによる選抜制であるうえ、学校により教育レベルが異なること。
- 中等教育学校自体が中学校や高等学校より数が少ないこと。

その一方で、設置するよう呼びかける市民運動もある。大阪では、2006年度から知的障害のある生徒が府立高等学校（普通学校）で学ぶ「知的障がい生徒自立支援コース」と「共生推進教室」の制度が行なわれている。
これ以外にも、軽度の障害者も対象にした高等学校はある。
岡山県では実際に一緒に授業を受けている。
一方、「子供が進学・就職に不利になる」などの考えから支援教育を保護者が望まない場合、偏差値が非常に低い全日制の教育困難校、あるいは偏差値の概念が存在しない定時制高校や通信制高校に入学させることが現実である。前期中等教育を特別支援学校または特別支援学級のみで受けた生徒は、基本的に普通学校のカリキュラムに沿った教育、すなわち通常教育を受けているわけではないので、受験する高校側に提出される内申書に全教科の評定が「1」ないし「未評価」と記載されるのが通例である。文部科学省の作成した学習指導要領において「未評価」は内申点「1」と扱うとされているが、「未評価」は入学試験において試験実施高校側での審議の対象となるため、それだけでも通常通り普通学校で出席日数を確保して「1」以上の評定が成立した生徒よりも受験に不利になる。
なお平成期以降の日本社会では、例えば知的障害者の大学卒業が十分有り得るとされており、高校卒業者の中にも一定数知的障害者認定を受けている者や知的障害者相当の者がいる。
現代では相対性理論を理解するなど高度な知能を有するが周囲と馴染めない児童など、ギフテッドの受け皿としても利用されている。

### 学級編制
小中学校の標準的な1学級の上限人数は、一般学級35人（小学校1年生のみ30人）に対し、特別支援学級は8人（特別支援学校は6人）であり、平成23年5月1日現在の平均人数は一般学級が28人（小学校）、33人（中学校）、特別支援学級と特別支援学校が3人である。すべての学校に特別支援学級が設置されているわけではなく、学区を超えて通学する児童生徒もいる。
また担任に関しては教育職員免許状を有していることが条件であり、特別支援学校教員の免許状を有さなくても務めることができる。ただし、特別支援学校教諭免許状保有者が、例えば中学校教諭の免許状を有さなくとも中学部の担任をすることが可能であるのに対し、中学校に設置された特別支援学級の場合は、中学校教諭又は中学校助教諭の免許状がなければ就くことは不可能である。
小学校・中学校の学級
1. 通常の学級
2. 特別支援学級
3. 通級（通級指導教室・特別支援教室）
4. 少人数教室
5. 特別支援学校

## 歴史

### 年表
1890年　長野・松本尋常小学校に『落第生学級』設置最初の特殊学級。その名の通り障害児だけでなく学業不振児を主な対象とした。
1901年　群馬・館林小学校に特別学級設置東日本最初の特殊学校。実験的な設置であった。
1905年　大阪府立天王寺師範附属小学校に特別学級設置実験的な設置であった。
1926年　東京・八名川尋常小学校に吃音学級設置最初の言語障害特殊学級。
1926年　東京・鶴巻尋常小学校に養護学級設置最初の身体虚弱特殊学級。
1933年　東京・南山尋常小学校に視力保護学級設置最初の弱視特殊学級。
1934年　東京・礫川尋常小学校に難聴学級設置最初の難聴特殊学級。
1944年　東京・九段中学校（旧制）に養護学級設置肢体不自由児を対象としていた。
1946年　大和田国民学校に養護学級設置戦後最初の特殊学級の復興
1947年　学校教育法制定特殊学級の位置づけが法的に明確にされた。
1958年　仙台・通町小学校に言語障害特殊学級設置この頃から、小学校に吃音症の矯正を目的とした「言葉の教室」や「言語治療教室」が多く設置され始める。
2006年6月　学校教育法改正これまでの特殊学級に代わって、「特別支援学級」という名称になる。また、その対象も、従来の障害に加え、「その他心身に故障のある者で、特殊学級において教育を行うことが適当なもの」とされていたものが、「その他教育上特別の支援を必要とする児童・生徒及び幼児」に修正された。
2007年4月1日　特別支援教育完全実施在籍を通常の学級に一元化し、必要な時間だけ特別な支援を受けるという「特別支援教室」の構想もあったが、固定学級の機能を残すべきとの強い声があがり、実施は見送られた。
2015年5月　東京都・公立小学校の「情緒障害等通級指導学級」を「特別支援教室」に変更することを公表。
これまで通級指導学級設置校に通って通級指導学級担当教員から特別な支援を受けていたものを、特別支援教室をすべての小学校に設置し、巡回指導の拠点校から指導員が各学校の特別支援教室を巡回する。対象児童は普通学級から同一校内の特別支援教室へ週に1〜8時間通い、そこで巡回指導教員、特別指導教室専門員（非常勤のコーディネーター）、巡回の臨床発達心理士等による支援を受ける。巡回指導教員は、対象児童の在籍する通常の学級も巡回し、在籍学級担任と連携する。準備の整った市区町村から、平成28年（2016年）度より順次移行している。
これにより、児童が特別支援を受ける方法として、特別支援学級に在籍する場合と、通常の学級に在籍し特別支援教室に通級する場合が併存することになる。
さらに中学校でも平成30年（2018年）度以降同様に導入し、平成33年（2021年）度までに全校への導入を完了する計画を公表した。

### 発展
松本の落第生学級は、他からの軽侮や自暴自棄を招き、教員も担任を嫌がるなどの弊害のため4年間で終了した。しかし20世紀初め頃から、「試験制度による学習困難者の顕在化」、「学級が指導の単位として同質化したこと」、「特別支援教育に対する教師の関心」、「就学者増加による学級の複数化が可能になったこと」という四つの条件が満たされ、特別学級を成立させる環境が生まれたため、日本各地で特別学級の設置例が増加した。長野県では教育県と呼ばれる風土の中、いち早くこういった条件が整ったという事情もあり、上記のような先駆的な例が多い。
戦前においては用語に多くの混乱も見られたが、明治末期には学業成績の低い児童を「劣等児」と呼び、知能の低い児童を「低能児」と呼ぶ共通認識ができた。この二つをはっきりと分けて対応する例も多かった。
現代との違いは、特殊学級の対象の幅が広かったことである。例えば1931年の研究協議会では、一般小学校の児童の約20％が知能指数90以下であるとし、これを「精神薄弱児童」と分類している。そしてIQ70～90を軽度の精神薄弱児童として「促進学級」に収容し、IQ70以下を重度の精神薄弱児童として「補助学級」に収容するとしている。現代の知的障害の基準が通常はIQ70以下であることから見ると、非常にボーダーラインを高い位置に置いていることが分かる。なおIQ70以下の出現率は約2％であるため、ボーダーを20上げると10倍の人数差が生じることになる。
現代の特別支援学級では1学級当たりの人数は非常に少ないが、戦前は前述のように単に学業成績が低い生徒をも組み入れた場合や知能のボーダーラインが高かったこともあって、1学級当たり40人程度であることも珍しくなかった（なお戦前期の学級定員は80人の時期もあり、40人という数字はさほど多いレベルではない）。
戦前の小学校の特殊学級では10代後半で卒業することなどもあり、一般の学級以上に年齢のばらつきがあった（卒業後も補習のために通った例もある）。これは、卒業後の進路があまりないことも反映している。

## 統計
|        | 学級数（学級） | 児童生徒数（人） |
| ------ | -------------- | ---------------- |
| 小学校 | 41,864         | 167,269          |
| 中学校 | 18,326         | 68,218           |

### 特別支援学級数の推移 国・公・私立計
出典:

### 特別支援学級 在籍児童生徒数の推移 国・公・私立計
出典: